# International Libertarian Solidarity
Die International Libertarian Solidarity (ILS-SLI) (deutsch: Internationale Libertäre Solidarität) war ein 2001 in Madrid gegründeter Zusammenschluss von Anarchisten, Anarcho-Syndikalisten, revolutionären Syndikalisten sowie antistaatlichen und nicht-parteigebundenen sozialen Organisationen. Ihr gehörten im Jahre 2007 23 Organisationen in Europa, Amerika, Afrika und dem Nahen Osten an, allerdings keine deutschsprachige. Nach der Auflösung sind einige Mitgliedsorganisationen Mitglied von anarkismo.net.
Mitgliedsorganisationen waren die Confederación General del Trabajo, Apoyo Mutuo (Spanien); Alternative libertaire, Organisation Communiste Libertaire, Offensive Libertaire Et Sociale, Réseau No Pasaran (Frankreich), Workers Solidarity Movement (Irland); Federazione Dei Comunisti Anarchici, Unicobas (Italien); ORA-Solidarita (Tschechien); ESE (Griechenland); Central Organisation of the Workers of Sweden (Schweden); Organisation Socialiste Libertaire, Auca (Schweiz); Federação Anarquista Gaúcha, Luta Libertaria (Brasilien); Anarchistische Föderation Uruguays (Uruguay), North-Eastern Federation of Anarcho-Communists (USA/Kanada); Zabalaza Anarchist Communist Federation (Südafrika); Al Badil Al Chooui al Taharouri (Libanon); Organisación Socialista Libertaria, Auca - Socialismo Libertario (Argentinien) und Consejo Indigeno Popolar De Oaxaca – Ricardo Flores Magón (Mexiko).